# 岩倉具光
岩倉 具光（いわくら ともみつ、旧字体：岩倉具󠄁光、1886年（明治19年）9月2日 - 1960年（昭和35年）6月26日）は、日本の実業家。大蔵大臣秘書官や、国際運送（現・日本通運）社長、京阪神急行電鉄（現・阪急電鉄、法人としては阪急阪神ホールディングス）副社長等を歴任した。

## 人物・経歴
父・具経の赴任地モスクワで生まれる。学習院を経て、1908年に東京高等商業学校（現・一橋大学）を卒業する。
第2次桂内閣で内閣総理大臣兼大蔵大臣の桂太郎の大蔵大臣秘書官を務め、内閣総辞職後、2年間欧米で過ごした。
1921年に日本運送の監査役となる。1923年阪神急行電鉄監査役。1924年、国際運送の専務取締役に就任する。1926年には内国通運取締役となる。同年国際運送社長にも就任。
1931年から阪神急行電鉄取締役を務め、阪急百貨店を担当した。また、大阪タイガース勧誘にも携わった。1936年に阪神急行電鉄専務取締役となる。1943年に京阪神急行電鉄（阪神急行電鉄と京阪電気鉄道が合併）が発足すると、翌年副社長となる。
この間、後藤圀彦、河合良成とともに番町会を設立し、帝人事件の公判では証人も務めた。
岩田屋の大株主でもあった。墓所は多磨霊園。

## 親族
子爵・岩倉具経の三男。太政大臣・岩倉具視は祖父。妻・花は銀行家岩下清周長女。海軍中将・鮫島具重は弟。古河電気工業社長や商工大臣を務めた中島久万吉男爵は義兄。